# Piper aduncum
Piper aduncum är en pepparväxtart som beskrevs av Carl von Linné. Piper aduncum ingår i släktet Piper och familjen pepparväxter.

## Underarter
Arten delas in i följande underarter:
- P. a. aduncum
- P. a. ossanum
- P. a. cordulatum
- P. a. garcia-barrigae
- P. a. moccomocco
- P. a. salviifolium